# كوستاكيوي (أرتا)
كوستاكيوي (Κωστακιοί) هي مدينة في أرتا في مقاطعة كينتريكي إلادا في اليونان.